# Carì
Pour les articles homonymes, voir Cari.
Carì est une station de sports d'hiver, située à 12 km sur les hauteurs de Faido dans la vallée de la Léventine, dans le nord du canton du Tessin, en Suisse.
Sur d'anciennes cartes, la localité était mentionnée sous le nom de « Monte Carico ». 
Carì fait partie politiquement de la commune de Faido depuis 2012. Elle forme une destination touristique commune avec Prodör, qui appartient à la commune de Faido.

## Domaine skiable
Il est possible de skier à Carì depuis 1951. Le domaine skiable est desservi par deux télésièges principaux. Le premier, 2 places débrayable, part de la station et arrive à 1 950 m d'altitude. Le deuxième télésiège, 4 places débrayable construit en 2003, atteint le sommet du domaine au Lago di Cari, 2 280 m. Un fil-neige est installé au sommet du second télésiège pour permettre de rejoindre la piste noire située à l'extrémité ouest du domaine. Des possibilités de freeride sont offertes sur la partie haute du domaine.
La station propose également un sentier de randonnée de 3 km, ainsi qu'une piste de luge de 3,5 km de long et 350 m de dénivelé.

## Cyclisme
La 4e étape du Tour de Suisse 2016 est arrivée en haut de Carì après une courte étape de 126 km. Darwin Atapuma a remporté cette étape devant Warren Barguil et Pierre Latour, ce dernier récupérant provisoirement le maillot de leader.
La 4e étape du Tour de Suisse 2024 passe deux fois par cette station dont une arrivée au sommet. L'étape est remportée par Adam Yates, déjà en tête du classement général.